# Joakim, Marias far

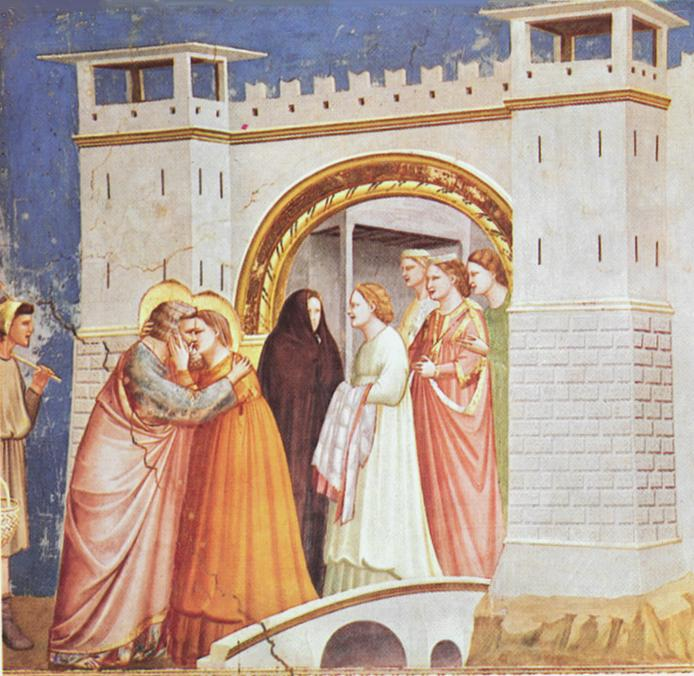
De heliga Joakims och Annas möte vid den Gyllene porten i Jerusalem (fresk av Giotto).

Joakim är enligt kristen tradition Jungfru Marias far, make till Anna och därmed morfar till Jesus. Joakim är helgon inom Romersk-katolska kyrkan med minnesdag 26 juli (tillsammans med Anna).
Källstoffet till Joakims namn och liv är det apokryfa Jakobs protevangelium.